# Nicola Murru
Nicola Murru (Cagliari, 16 dicembre 1994) è un calciatore italiano, di ruolo difensore, attualmente svincolato.

## Caratteristiche tecniche
È un difensore di fascia mancino capace di disimpegnarsi egregiamente sia nella fase difensiva che in quella offensiva. Nel 2013 è stato premiato dalla giuria dell'almanacco La giovane Italia come miglior difensore del 1994, mentre l'anno successivo è stato inserito dal Daily Mail nella lista dei migliori dieci talenti under-20 al mondo.

## Carriera

### Club

#### Debutto al Cagliari
Cresciuto nelle giovanili del Cagliari, fa il suo esordio in Serie A il 17 dicembre 2011, a 17 anni, nella partita di campionato ChievoVerona-Cagliari (2-0) subentrando nei minuti finali. Chiude l'annata con un'altra presenza in Fiorentina-Cagliari (0-0).
Nella stagione 2012-2013 ottiene 13 presenze in campionato e altre 2 in Coppa Italia.
Inizia il campionato 2013-2014 da titolare, fino a quando gli viene preferito il terzino brasiliano Danilo Avelar nella seconda parte della stagione.
Nella stagione 2014-2015, conclusasi con la retrocessione della squadra in Serie B, ottiene solo 8 presenze in campionato.
Il 29 luglio 2015 prolunga il suo contratto col Cagliari fino al 30 giugno 2020. Ottiene 28 presenze in Serie B sotto la guida dell'allenatore Rastelli e contribuisce alla promozione del Cagliari in Serie A.

#### Sampdoria
Il 30 giugno 2017 si trasferisce alla Sampdoria a titolo definitivo, esordendo in campionato coi blucerchiati in occasione della vittoria esterna sulla Fiorentina del 27 agosto.

#### Torino
Il 17 settembre 2020 viene ceduto in prestito con diritto di riscatto al Torino, dove ritrova come allenatore Marco Giampaolo.

#### Ritorno alla Sampdoria
Il 30 giugno 2021, scaduto il prestito con il Torino senza che la società piemontese eserciti il diritto di opzione, rientra alla Sampdoria. Il 27 novembre dello stesso anno, alla presenza numero 174 in Serie A e dopo 256 partite in carriera senza reti, ivi comprese le serie minori, le coppe e le nazionali, subentra in campo nel finale e realizza la sua prima marcatura in assoluto, per il 3-1 della sua squadra nell'incontro casalingo con l'Hellas Verona.
Murru lascia la Sampdoria al termine della stagione 2023-2024, alla scadenza naturale del suo contratto con il club; ha collezionato in tutto 158 presenze e due reti in maglia blucerchiata.

### Nazionale
Tra le nazionali giovanili ha giocato inizialmente con l'Under-17, l'Under-18 e l'Under-19. Con quest'ultima partecipa all'Elite Round in Russia, competizione valevole per la fase finale del campionato europeo di categoria, venendo però eliminato nella fase a gironi.
Non viene inizialmente inserito nelle convocazioni del commissario tecnico Luigi Di Biagio per la nazionale Under-21 a causa di una violazione del cosiddetto "codice etico", sistema adottato dalla Federazione italiana in base al quale i calciatori che si rendono protagonisti di azioni aggressive, antisportive o di mancanza di professionalità non saranno convocati in Nazionale. Il 12 dicembre 2013 viene infine convocato in Under-21 in occasione di una gara amichevole non ufficiale disputata ad Avellino il 17 dicembre. Esordisce infine con la nazionale Under-21 il 5 marzo 2014, nella trasferta vinta per 2-0 contro l'Irlanda del Nord, valevole per le qualificazioni all'Europeo Under-21 2015.
Dal 10 al 12 marzo 2014 è stato convocato in nazionale maggiore dal CT Cesare Prandelli per uno stage organizzato allo scopo di visionare giovani giocatori in vista dei Mondiali 2014.
Viene inizialmente inserito nella lista dei 23 convocati per l'Europeo Under-21 2017 in Polonia, ma a causa di un infortunio muscolare a pochi giorni dalla manifestazione viene sostituito da Giuseppe Pezzella.

## Statistiche

### Presenze e reti nei club
Statistiche aggiornate al 1º maggio 2024.
| Stagione         | Squadra          | Campionato       | Campionato | Campionato | Coppe nazionali | Coppe nazionali | Coppe nazionali | Coppe continentali | Coppe continentali | Coppe continentali | Altre coppe | Altre coppe | Altre coppe | Totale | Totale |
| Stagione         | Squadra          | Comp             | Pres       | Reti       | Comp            | Pres            | Reti            | Comp               | Pres               | Reti               | Comp        | Pres        | Reti        | Pres   | Reti   |
| ---------------- | ---------------- | ---------------- | ---------- | ---------- | --------------- | --------------- | --------------- | ------------------ | ------------------ | ------------------ | ----------- | ----------- | ----------- | ------ | ------ |
| 2011-2012        | Cagliari         | A                | 2          | 0          | CI              | 0               | 0               | -                  | -                  | -                  | -           | -           | -           | 2      | 0      |
| 2012-2013        | Cagliari         | A                | 13         | 0          | CI              | 2               | 0               | -                  | -                  | -                  | -           | -           | -           | 15     | 0      |
| 2013-2014        | Cagliari         | A                | 21         | 0          | CI              | 1               | 0               | -                  | -                  | -                  | -           | -           | -           | 22     | 0      |
| 2014-2015        | Cagliari         | A                | 8          | 0          | CI              | 2               | 0               | -                  | -                  | -                  | -           | -           | -           | 10     | 0      |
| 2015-2016        | Cagliari         | B                | 28         | 0          | CI              | 3               | 0               | -                  | -                  | -                  | -           | -           | -           | 31     | 0      |
| 2016-2017        | Cagliari         | A                | 26         | 0          | CI              | 1               | 0               | -                  | -                  | -                  | -           | -           | -           | 27     | 0      |
| Totale Cagliari  | Totale Cagliari  | Totale Cagliari  | 98         | 0          |                 | 9               | 0               |                    | -                  | -                  |             | -           | -           | 107    | 0      |
| 2017-2018        | Sampdoria        | A                | 20         | 0          | CI              | 3               | 0               | -                  | -                  | -                  | -           | -           | -           | 23     | 0      |
| 2018-2019        | Sampdoria        | A                | 35         | 0          | CI              | 2               | 0               | -                  | -                  | -                  | -           | -           | -           | 37     | 0      |
| 2019-2020        | Sampdoria        | A                | 28         | 0          | CI              | 1               | 0               | -                  | -                  | -                  | -           | -           | -           | 29     | 0      |
| 2020-2021        | Torino           | A                | 14         | 0          | CI              | 3               | 0               | -                  | -                  | -                  | -           | -           | -           | 17     | 0      |
| 2021-2022        | Sampdoria        | A                | 22         | 1          | CI              | 2               | 0               | -                  | -                  | -                  | -           | -           | -           | 24     | 1      |
| 2022-2023        | Sampdoria        | A                | 20         | 0          | CI              | 1               | 0               | -                  | -                  | -                  | -           | -           | -           | 21     | 0      |
| 2023-2024        | Sampdoria        | B                | 23         | 1          | CI              | 1               | 0               | -                  | -                  | -                  | -           | -           | -           | 24     | 1      |
| Totale Sampdoria | Totale Sampdoria | Totale Sampdoria | 148        | 2          |                 | 10              | 0               |                    | -                  | -                  |             | -           | -           | 158    | 2      |
| Totale carriera  | Totale carriera  | Totale carriera  | 260        | 2          |                 | 22              | 0               |                    | -                  | -                  |             | -           | -           | 282    | 2      |

### Cronologia presenze e reti in nazionale
| Cronologia completa delle presenze e delle reti in nazionale ― Italia under 21 | Cronologia completa delle presenze e delle reti in nazionale ― Italia under 21 | Cronologia completa delle presenze e delle reti in nazionale ― Italia under 21 | Cronologia completa delle presenze e delle reti in nazionale ― Italia under 21 | Cronologia completa delle presenze e delle reti in nazionale ― Italia under 21 | Cronologia completa delle presenze e delle reti in nazionale ― Italia under 21 | Cronologia completa delle presenze e delle reti in nazionale ― Italia under 21 | Cronologia completa delle presenze e delle reti in nazionale ― Italia under 21 |
| Data                                                                           | Città                                                                          | In casa                                                                        | Risultato                                                                      | Ospiti                                                                         | Competizione                                                                   | Reti                                                                           | Note                                                                           |
| ------------------------------------------------------------------------------ | ------------------------------------------------------------------------------ | ------------------------------------------------------------------------------ | ------------------------------------------------------------------------------ | ------------------------------------------------------------------------------ | ------------------------------------------------------------------------------ | ------------------------------------------------------------------------------ | ------------------------------------------------------------------------------ |
| 5-3-2014                                                                       | Lurgan                                                                         | Irlanda del Nord under 21                                                      | 0 – 2                                                                          | Italia under 21                                                                | Qual. Europeo Under-21 2015                                                    | -                                                                              |                                                                                |
| 13-8-2014                                                                      | Ploiești                                                                       | Romania under 21                                                               | 2 – 1                                                                          | Italia under 21                                                                | Amichevole                                                                     | -                                                                              | 77’                                                                            |
| 17-11-2014                                                                     | Matera                                                                         | Italia under 21                                                                | 0 – 1                                                                          | Danimarca under 21                                                             | Amichevole                                                                     | -                                                                              | 73’                                                                            |
| 12-8-2015                                                                      | Telki                                                                          | Ungheria under 21                                                              | 0 – 0                                                                          | Italia under 21                                                                | Amichevole                                                                     | -                                                                              | 60’                                                                            |
| 8-9-2015                                                                       | Reggio Emilia                                                                  | Italia under 21                                                                | 1 – 0                                                                          | Slovenia under 21                                                              | Qual. Europeo Under-21 2017                                                    | -                                                                              |                                                                                |
| 08-10-2015                                                                     | Capodistria                                                                    | Slovenia under 21                                                              | 0 – 3                                                                          | Italia under 21                                                                | Qual. Europeo Under-21 2017                                                    | -                                                                              |                                                                                |
| 13-10-2015                                                                     | Vicenza                                                                        | Italia under 21                                                                | 1 – 0                                                                          | Irlanda under 21                                                               | Qual. Europeo Under-21 2017                                                    | -                                                                              |                                                                                |
| 10-8-2016                                                                      | San Benedetto del Tronto                                                       | Italia under 21                                                                | 0 – 0                                                                          | Albania under 21                                                               | Amichevole                                                                     | -                                                                              |                                                                                |
| 2-9-2016                                                                       | Vicenza                                                                        | Italia under 21                                                                | 1 – 1                                                                          | Serbia under 21                                                                | Qual. Europeo Under-21 2017                                                    | -                                                                              |                                                                                |
| 6-9-2016                                                                       | La Spezia                                                                      | Italia under 21                                                                | 3 – 0                                                                          | Andorra under 21                                                               | Qual. Europeo Under-21 2017                                                    | -                                                                              |                                                                                |
| Totale                                                                         |                                                                                | Presenze                                                                       | 10                                                                             |                                                                                | Reti                                                                           | 0                                                                              |                                                                                |

## Palmarès

### Club

#### Competizioni nazionali
- Campionato italiano di Serie B: 1

Cagliari: 2015-2016